# TeleReggio (Emilia-Romagna)
Telereggio è una delle prime emittenti televisive private italiane, fondata nel 1973 a Reggio Emilia. Iniziò con trasmissioni via cavo per passare successivamente alla trasmissione via etere.

## Storia
Il primo marzo 1973 la testata giornalistica "Telereggio" venne depositata nel registro imprese del tribunale di Reggio Emilia. In realtà in quell'anno non furono proposte trasmissione ma una rivista mensile che si occupava di cronaca locale e nazionale. Nel 1974 Telereggio cominciò a trasmettere un notiziario quotidiano in tarda serata sulle frequenze di Tele Capodistria. Quando intorno alle 24, l'emittente istriana spegneva i propri trasmettitori, venivano accesi quelli di Telereggio che in questo modo entrava nelle case dei reggiani.
Nel 1976, insieme ad altre tv locali, fu oggetto della sentenza della Corte Costituzionale nr. 202 che riconobbe la legittimità delle trasmissioni via etere in ambito locale.
Dal 2010 Telereggio trasmette in tecnica digitale terrestre coprendo le province di Reggio Emilia, Modena, Parma e Mantova. Telereggio è visibile anche in Romagna. Telereggio autoproduce gran parte del suo palinsesto televisivo con diverse edizioni del telegiornale locale, trasmissioni di attualità, intrattenimento, approfondimento culturale e giornalistico.
Direttore di Telereggio è Mattia Mariani, succeduto nel 2014 a Paolo Bonacini. Mentre il direttore di TG Reggio è Gabriele Franzini.
Telereggio è iscritta all'Auditel dal 1º gennaio 1998. Per ascolti, in base ai dati Auditel, è spesso la prima emittente provinciale della regione Emilia-Romagna. In particolare nella mezz'ora del suo principale telegiornale (19:30-20:00) è da diversi anni leader in regione e tra le prime emittenti locali in Italia. Gli ascolti di Telereggio sono superiori ai 110mila al giorno con l'ascolto medio più alto della regione Emilia-Romagna.   
Da agosto 2013 Telereggio ha una nuova sede operativa in via B. Buozzi 2 nella zona industriale di Corte Tegge a Cavriago (RE). Dal 2016 il sito di Telereggio è reggionline.com sul quale è possibile vedere in streaming l'intera programmazione dell'emittente. Il sito è diretto da Davide Bianchini.  
Dal 2017 è confluita assiema a TRC Modena e TRC Bologna nel nuovo polo TRMedia, società che opera nel settore della comunicazione integrata e multimediale, creata da Coop Alleanza 3.0. Il presidente di TRMedia è Edy Gambetti mentre l'amministratore delegato è Danilo Lauria.    

## Conduttori
- Gabriele Franzini (Direttore del TG)
- Margherita Grassi
- Cristiana Boni
- Manuela Catellani
- Michele Angella
- Susanna Ferrari
- Giulia Gualtieri
- Andrea Bassi
- Francesco Galli
- Francesco Ferrari